# Казе Цампета (Пескара)
Казе Цампета (итал. Case Zampetta) је насеље у Италији у округу Пескара, региону Абруцо.
Према процени из 2011. у насељу је живело 282 становника. Насеље се налази на надморској висини од 15 м.